# Innocenti

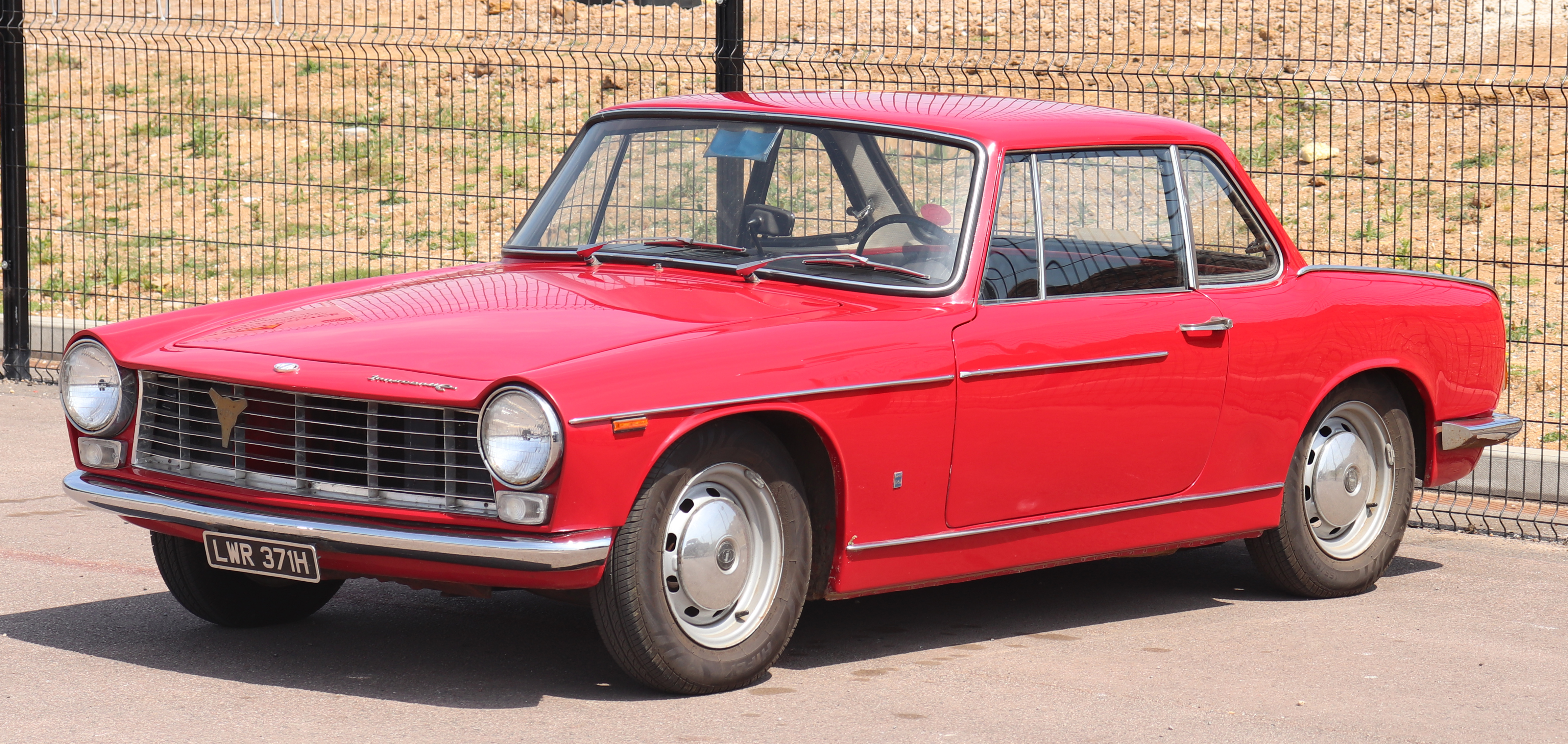
Innocenti C Ghia Coupé

Innocenti var ett italienskt industriföretag grundat 1922. Företagets mest kända produkter var Lambretta-skotrar samt småbilar som huvudsak var licenstillverkade varianter av British Leyland-modeller.

## Historia
Ferdinando Innocenti grundade tillsammans med sin bror Rosolino Innocenti 1922 i Rom för tillverkning av stålrör. Bolaget växte tack vare den byggboom som pågick i Rom sedan fascisterna tagit makten och fick viktiga kontrakt. 1931 startades även verksamhet till Milano där en större fabrik i Lambrate byggdes för tillverkning av stålrör. Bolaget tog bland annat fram ett patenterat rör och tillverkade även monteringsdelar för byggställningar som används än idag. 6000 var anställda. Bolaget kunde nu bredda verksamheten och kom under 1930-talet att tillverka produkter för verkstadsindustrin, sportutrustning, järnväg och pipelines för gas och olja. Fabriken bombades till ruiner under andra världskriget. 

### Lambretta

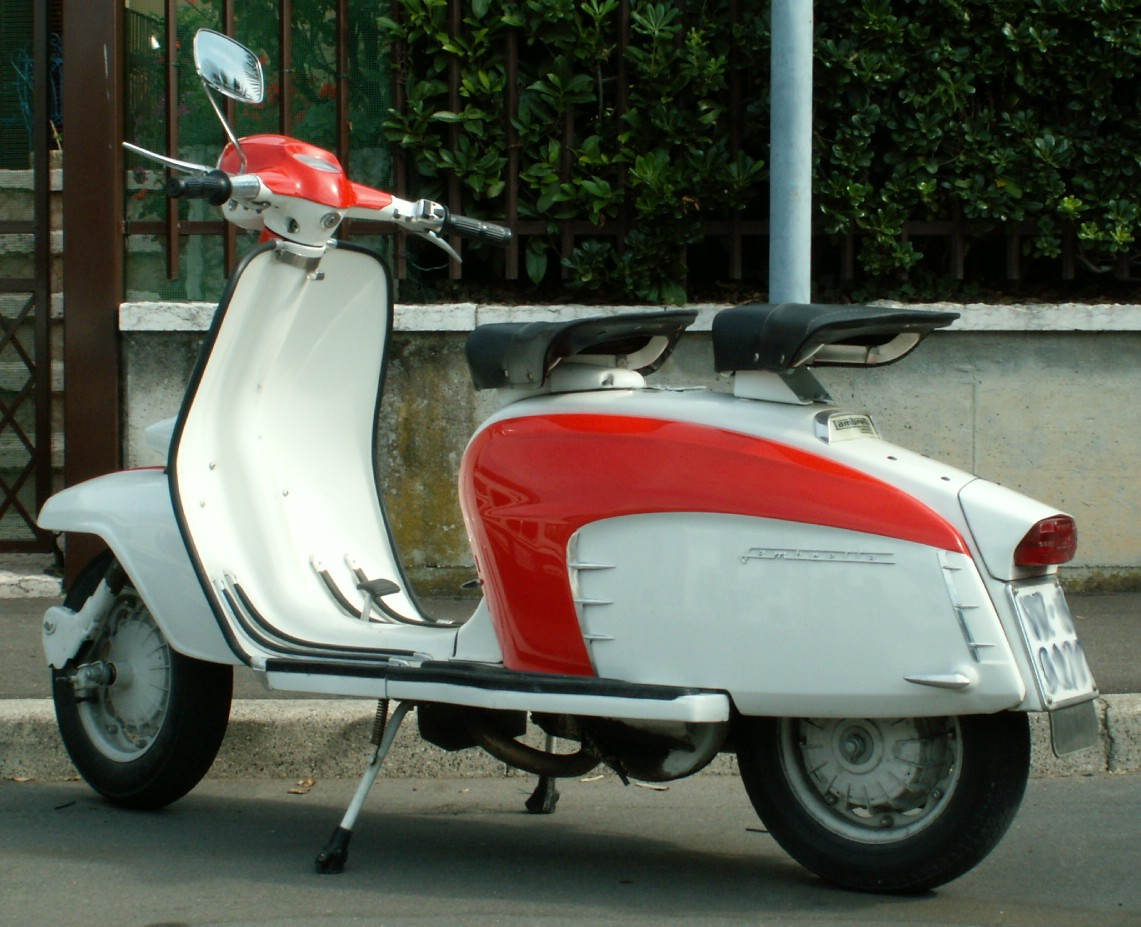
Innocenti Lambretta

Efter andra världskriget började Innocenti att tillverka skotern Lambretta som blev en stor framgång för företaget. Lambretta började konstrueras av Corradino D'Ascanio på uppdrag av Ferdinando Innocenti men D'Ascanio lämnades sedan projektet. Lambrettan blev oerhört populär och var under många år huvudkonkurrent till Italiens andra stora skotertillverkare, Piaggio med sina olika utgåvor av deras Vespa som introducerats 1946. Största utlandsmarknaden blev Storbritannien.

### Brittiskt inflytande och ägarskap

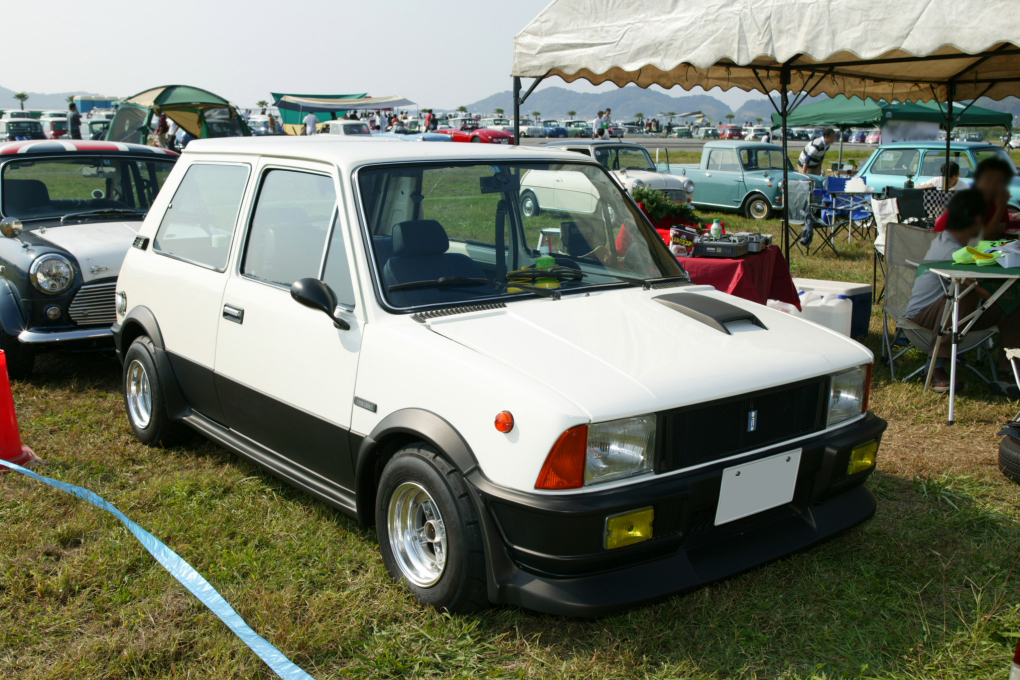
Innocenti De Tomaso

Innocenti började även tillverka personbilar på licens från British Motor Corporation 1961. Bland annat tillverkades Innocenti Mini och Innocenti Spyder. Spyder baserades på Austin-Healey och tillverkades av OSI. Licenstillverkningen fortsatte till 1976. Sedan British Leyland lagt ned 1100/1300-modellen sålde Innocenti Allegron under namnet Innocenti Regent. 1966 avled Ferdinando Innocenti och sonen Luigi Innocenti tog över företaget. På grund av svikande marknad beslöt Innocenti sig 1971 för att avveckla skoterproduktionen, varför företaget sålde verktyg och rättigheter till indiska S.I.L. (Scooters India Limited).
1972–75 ägdes Innocenti av BMC:s efterträdare British Leyland Motor Corporation och kallades Leyland Innocenti. British Leyland genomgick en omfattande kris och förstatligades 1975 varpå ägarintresset i Innocenti avvecklades. 1976 tog Alejandro de Tomaso med stöd av det italienska statsföretaget Gestione Partecipazioni Industriali (Gepi) över företaget som fortsatte tillverka på licens från British Leyland som kvarstod som minoritetsägare i bolaget med fem procent av aktierna. Bolagets försäljning föll dramatiskt med en halvering av produktionen 1975 men vände sedan, bland annat genom en ny Mini-modell med kaross ritad av Bertone. De Tomaso förlade även sammansättning av Maseratimodellerna  Maserati Biturbo och Maserati Quattroporte till Innocentifabriken. En följd av British Leylands delägarskap var att bolaget ville undvika den interna konkurrens som Innocentis Mini-modell innebar. Följden blev att Innocenti slutades säljas i Frankrike 1980 och Västtyskland 1982. Under 1980-talet slutade även motoravtalet med Leyland och istället inleddes ett samarbete med Daihatsu 1985. Sedan British Leyland lämnat återupptogs exporten till västeuropeiska marknader. Innocenti Turbo De Tomaso blev toppmodellen i Innocentis utbud.

### Fiat

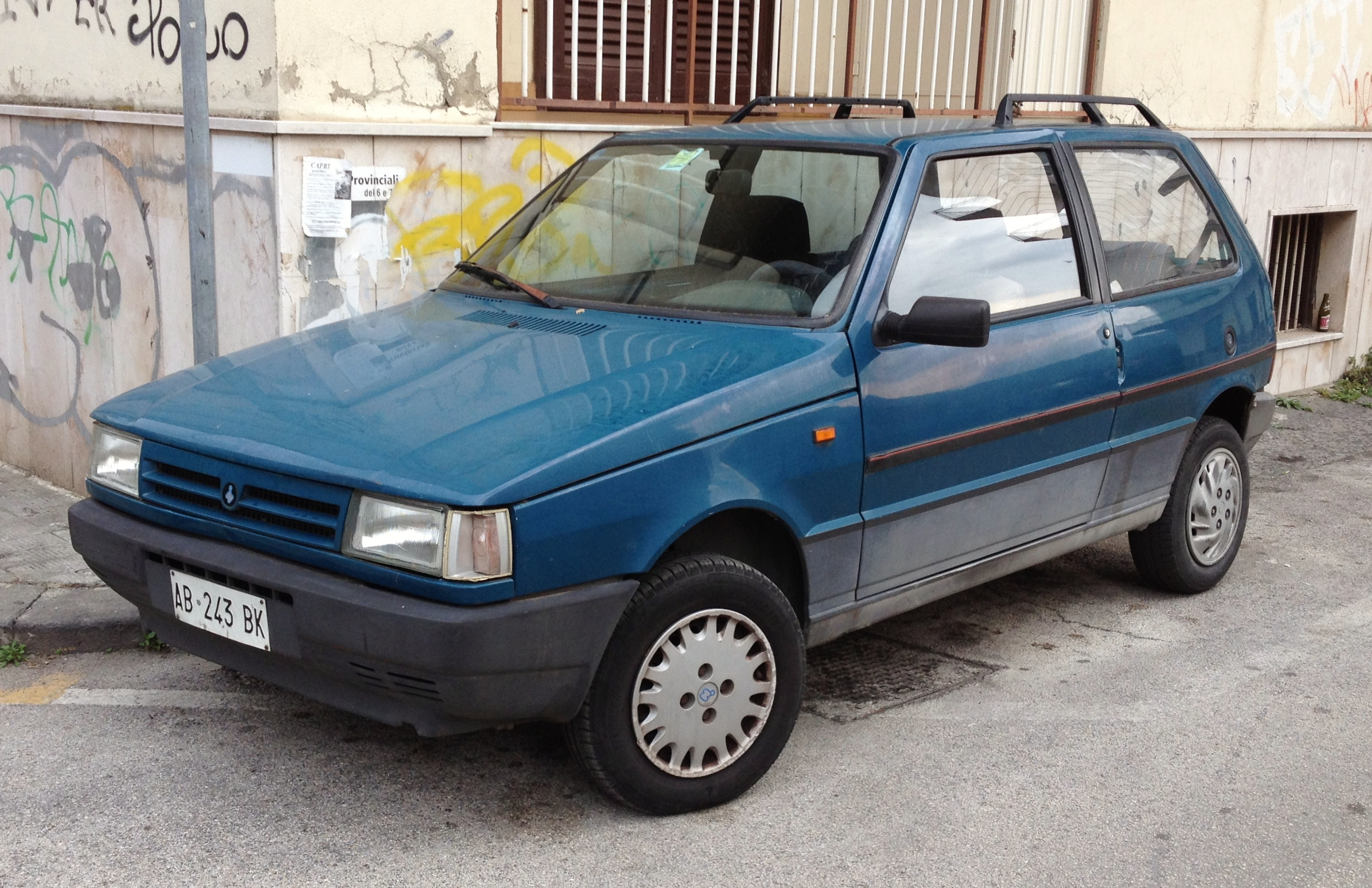
Innocenti Mille

1990 köptes Innocenti av Fiat-koncernen. Tillverkningen av Innocenti Mini, som sedan 1980-talet istället hette Innocenti efter de olika motoralternativen som till exempel 500 och Mille, fortsatte fram till 1993. Då hade 232 387 exemplar tillverkats sedan 1975.Under 1990-talet såldes sedan vissa Fiatmodeller under namnet Innocenti, bland annat Fiat Uno som utvecklats vidare i Brasilien till Fiat Elba samt Yugo Koral. 1996 upphörde försäljningen av bilar under namnet Innocenti. Varumärket Innocenti ägs idag av Fiat Chrysler Automobiles.